# أنجيلا روكوود
أنجيلا روكوود (بالإنجليزية: Angela Rockwood)‏ هي ممثلة أمريكية.

## وصلات خارجية
- أنجيلا روكوود على موقع IMDb (الإنجليزية)